# Mainichi-Kulturpreis
Der Mainichi-Kulturpreis (jap. 毎日出版文化賞, Mainichi Shuppan Bunka Shō) wird seit 1947 alljährlich vom Verlag Mainichi Shimbun für herausragende kulturelle Leistungen in vier verschiedenen Kategorien vergeben. Die Preisträger des Kulturpreises werden im November bekannt gegeben.

## Kategorien
Der Preis wird in den folgenden 4 Hauptkategorien vergeben:
- Literatur und Kunst (Roman[1] (小説, Shōsetsu), Essay (随想, Zuihitsu), Dichtung (詩歌, Shika), sowie Literatur- und Kunstwissenschaft (文芸学 芸術学)).
- Kultur und Gesellschaft
- Naturwissenschaft
- Edition (Gesamtausgaben, Wörterbücher, Enzyklopädien)
- Sonderpreis (fakultativ)

## Preisträger

### 1947 bis 1949
- 1947
  - Literatur und Kunst
    - Tanizaki Jun’ichirō für Die Schwestern Makioka (細雪, Sasameyuki)
    - Miyamoto Yuriko für Kazeshirigusa (風知草, „Liebesgras“[2]) und für Harimaheiya (播州平野, „Die Ebenen von Banshū“)
    - Kawakami Hajime für Jijoden (自叙伝, „Autobiografie“)

  - Kultur und Gesellschaft
    - Ōtsuka Hisao für Kindai ōshū keizaishi josetsu (近代欧州経済史序説, „Einführung in die europäische Wirtschaftsgeschichte der Gegenwart“)
    - Tanabe Hajime für Sangedō toshite no tetsugaku (懺悔道としての哲学, „Philosophie als Beichte“)
    - Kainō Michitaka für Nyūkai no kenkyū (入会の研究, „Untersuchung zum Vereinsbeitritt“)
    - Kobayashi Taijirō für Yamato-e shiron (大和絵史論, „Historische Abhandlung über die Yamato-Malerei“)

  - Naturwissenschaft
    - Kubo Ryōgo für Gomu dansei (ゴム弾性, „Elastizität von Gummi“)
    - Toda Morikazu für Ekitai riron (液体理論, „Theorie der Flüssigkeiten“)
    - Ogata Tomio für Minna mo kagaku o (みんなも科学を)
    - Miyamoto Shinobu für Kikyō to sekei (気胸と成形, „Pneumothorax und plastische Chirurgie“)
- 1948
  - Literatur und Kunst
    - Takeyama Michio für Biruma no tategoto (ビルマの竪琴, „Die Harfe von Burma“)

  - Kultur und Gesellschaft
    - Tanaka Michitarō für Rogos to idea (ロゴスとイデア, „Logos und Eidos“)
    - Ōuchi Tsutomu für Nihon honshishugi no nōgyō mondai (日本資本主義の農業問題, „Die Landwirtschaft als Aufgabe des japanischen Kapitalismus“)
    - Kawashima Takeyoshi für Nihon shakai no kazokuteki kōzō (日本社会の家族的構成, „Die familiäre Struktur der japanischen Gesellschaft“)
    - Das Seminar für Geschichtswissenschaft (歴史学研究会) für seine geschichtswissenschaftliche Forschung (歴史学研究)
    - Uehara Senroku für Rekishiteki seisatsu no shintaishō (歴史的省察の新対象, „Neue Ziele geschichtlicher Reflexion“)
    - Kida Minoru für Kichigai burakushu ryōkiko (気違い部落周游紀行)
    - Watanabe Kazu für Higashi sansui bokuga no kenkyū (東山水墨画の研究, „Untersuchung zur östlichen Shan-Shui-Malerei“)
    - Nishiyama Uzō für Kore kara sumai (これからのすまい)
- 1949
  - Literatur und Kunst
    - Yoshikawa Itsuji für Chūsei no bijutsu (中世の美術, „Die Kunst des Mittelalters“)

  - Kultur und Gesellschaft
    - Nishioka Toranosuke für Minshū seikatsu-shi kenkyū (民衆生活史研究)
    - Tōyama Shigeki für Seikatsu no rekishi Nihon (世界の歴史・日本, „Weltgeschichte – Japan“)
    - Inoue Kiyoshi für Nihon josei-shi (日本女性史, „Geschichte der japanischen Frauen“)

  - Naturwissenschaft
    - Kumabe Hideo für Kekaku no tadashii chishiki (結核の正しい知識, „Neues über Tuberkulose“)
    - Tamaki Hidehiko[3] für Bushitsu sono kyūkyoku kōzō (物質その究極構造)
    - Matsuda Michio für Akambo no kagaku (赤ん坊の科学, „Säuglings- und Kleinkindforschung“)
    - Takamori Toshio[4] für Kangaeru kodomotachi (考える子供たち)
    - Furushima Toshio für Nihon nōgyō gijutsu-shi (日本農業技術史, „Geschichte der japanischen Agrartechnik“)

  - Edition
    - Hatano Seiichi für Hatano Seiichi zenshū (波多野精一全集, „Gesamtausgabe des Werks von Hatano Seiichi“)
    - Nakajima Atsushi für Nakajima Atsuji zenshū (中島敦全集, „Gesamtausgabe des Werks von Nakajima Atsuji“)

### 1950 bis 1959
- 1950
  - Literatur und Kunst
    - Kikuchi Kazuo für Rodin (ロダン, Rodan)

  - Kultur und Gesellschaft
    - Minami Hiroshi für Shakai shinrigaku (社会心理学, „Sozialpsychologie“)
    - Ojima Sukema für Chūgoku no kakumei shisō (中国の革命思想, „Das revolutionäre Denken Chinas“)
    - Furushima Toshio für Yamamura no kōzō (山村の構造, „Die Struktur des Gebirgsdorfs“)
    - Imai Takajirō für Nōmura shakaika karikyuramu no jissen (農村社会科カリキュラムの実践)
    - Verein für ländliche Kultur Zweigstelle Nagano (農村文化協会長野県支部) für Ashita e no taibō (明日への待望)

  - Naturwissenschaft
    - Yuasa Mitsutomo für Kaisetsu kagaku bunkashi nempyō (解説科学文化史年表)
    - Redaktion des Iwanami-Verlags für Kagaku no jiten (科学の事典, „Lexikon der Chemie“)

  - Edition
    - Hori Tatsuo für Hori Tatsuo zenshū (堀辰雄全集, „Gesamtausgabe des Werks von Hori Tatsuo“)
- 1951
  - Literatur und Kunst
    - Kuwabara Takeo für Rousseau kenkyū (ルソー研究, Rusō kenkyū, „Rousseau-Forschung“)
    - Hinatsu Kōnosuke für Nihon gendaishi taikei (日本現代詩大系, „Kompendium der japanischen Gegenwartsdichtung“)
    - Tamiya Torahiko für Ehon (絵本, „Bilderbuch“)
    - Hara Keiichirō für Hara Takashi nikki (原敬日記)

  - Kultur und Gesellschaft
    - Takikawa Yukitoki für Keihō kōwa (刑法講話, „Vortrag über Strafrecht“)
    - Suehiro Izutarō für Nihon rōdō kumiai undōshi (日本労働組合運動史, „Geschichte der japanischen Gewerkschaft“)

  - Naturwissenschaft
    - Yasugi Ryūichi für Dōbutsu no kodomotachi (動物の子どもたち, „Tierbabys“)

  - Edition
    - Verlag Heibonsha für Senkai bijutsu zenshuu (世界美術全集, „Gesamtausgabe der Kunst der Welt“)
    - Verlag Koyama für Watashitachi no seikatsu jiten (私たちの生活百科事典)
    - Yanagita Kunio für Minzokugaku jiten (民俗学辞典, „Lexikon der Volkskunde“)
- 1952
  - Literatur und Kunst
    - Noma Hiroshi für Shinkūchitai (真空地帯)
    - Herausgeber Oka Shikanosuke, Fotograf Fujimoto Shihachi für Nihon no chōkoku (日本の彫刻, „Japanische Bildhauerei“)
    - Osada Arata für Gembatsu no ko – Hiroshima no shōnen shōjo no uttae (原爆の子〜広島の少年少女のうったえ, „Kinder der Bombe – Klage der Kinder von Hiroshima“)

  - Kultur und Gesellschaft
    - Hori Ichirō für Minkan shinkō (民間信仰, „Volksglaube“)
    - Shinobu Seizaburō für Taishō seiji-shi (大正政治史, „Politische Geschichte der Taishō-Ära“)
    - Kondō Yasuo für Nōchi kaikaku no shomondai (農地改革の諸問題, „Probleme der Agrarreform“)
    - NHK für Nihon no minyō taikan Tōhoku-hen (日本の民謡大観東北篇, „Überblick über die Volkslieder Japans – Region Tōhoku“)

  - Naturwissenschaft
    - Japanische Gesellschaft für Physiologie (日本生理学会) für Seirigaku kōza (生理学講座, „Vorlesungen über Physiologie“)
    - Aki Kōichi für Nihon no shigen mondai (日本の資源問題, „Das Rohstoffproblem Japans“)
    - Minato Masao für Mizuumi no isshō (湖の一生, „Die Lebenszeit der Seen“)
- 1953
  - Literatur und Kunst
    - Shibata Tenma für Ryōsaishii (聊斎志異, „Liaozhai Zhiyi“)
    - Horiguchi Sutemi für Katsurarikyū (桂離宮, „Die Katsura-Villa“)
    - Hosoi Terehiko[5] für Niji no inai kuni (虹のいない国, „Land ohne Regenbogen“)

  - Kultur und Gesellschaft
    - Watsuji Tetsurō für Nihon rinri shisōshi (日本倫理思想史, „Ideengeschichte der japanischen Ethik“)
    - Fujita Gorō für Hōken shakai no tenkai katei (封建社会の展開過程, „Die Entwicklung der Feudalgesellschaft“)
    - Maruyama Masao für Nihon seiji shisōshi kenkyū (日本政治思想史研究, „Forschung zur Geschichte des politischen Denkens in Japan“)
    - Sugimoto Eiichi für Kindai keizai gakushi (近代経済学史, „Geschichte der modernen Wirtschaftswissenschaft“)

  - Naturwissenschaft
    - Miwa Tomoo für Seibutsugaku taikei (生物学大系, „Kompendium Biologie“)

  - Edition
    - Iguchi Motonari für Sekai ongaku zenshū piano-hen (世界音楽全集ピアノ編, „Gesamtausgabe Musik der Welt – Klavier“)
- 1954
  - Literatur und Kunst
    - Kuroyanagi Fumi für Kyōdai (姉妹, „Geschwister“)
    - Sumii Sue für Yoru ake asa ake (夜あけ朝あけ)

  - Kultur und Gesellschaft
    - Iwanami-Verlag für Sora no toshoshitsu (村の図書室, „Stadtbibliotheken“)
    - Nishimura Tei für Minka no niwa (民家の庭, „Der Vorgarten“)
    - Hatano Isoko für Yōji no shinri (幼児の心理, „Die Psyche von Kleinkindern“)

  - Naturwissenschaft
    - Yuasa Mitsumoto für Jizen kagaku no meicho (自然科学の名著, „Meisterwerke der Naturwissenschaft“)
    - Japanische Gesellschaft für angewandte Psychologie (日本応用心理学会) für Shinrigakukōza (心理学講座, „Vorlesungen über Psychologie“)
    - Noguchi Yakichi für Nōgyō zusetsu taikei (農業図説大系)

  - Edition
    - Chūkyō Verlag für Gakusei no rika jiten (学生の理科辞典)
    - Verlag Heibonsha für seikai rekishi jiten (世界歴史事典, „Lexikon der Weltgeschichte“)
- 1955
  - Literatur und Kunst
    - Domon Ken für Murō-ji (室生寺, „Murō-Tempel“)
    - Nakano Shigeharu für Muragimo (むらぎも)
    - Kanai Kikuko für Ryūkyū no minyō (琉球の民謡, „Volkslieder von Ryūkyū“)
    - Aono Suekichi für Gendai bungakuron taikei (現代文学論大系, „Abriss der Literaturtheorie der Gegenwart“)

  - Kultur und Gesellschaft
    - Hattori Shisō für Meiji no seijikatachi (明治の政治家たち, „Politiker der Meiji-Ära“)
    - Miyazawa Toshiyoshi für Watakushitachi no kempo (わたくしたちの憲法, „Unser Gesetz“)

  - Naturwissenschaft
    - Kondō Yasuo für Nihon nōgyō (日本の農業, „Japanische Landwirtschaft“)
    - Iwanami-Verlag für Kagaku no gakkō (化学の学校)
    - Naruse Masao für Haguruma no hanashi (歯車の話)
    - Itani Jun’ichirō für Takasakiyama no saru (高崎山のサル)
- 1956
  - Literatur und Kunst
    - Maeda Yukichika[6] für Murasaki kusa Nihon shikisai no bunkateki kenkyū (むらさきくさ 日本色彩の文化史的研究)

  - Kultur und Gesellschaft
    - Oka Yoshitake für Kokusai seiji-shi (国際政治史, „Geschichte der internationalen Politik“)
    - Saigusa Hiroto für Nihon no yuibutsu ronsha (日本の唯物論者, „Materialisten Japans“)
    - Sugi Yasusaburō für Ningen no kagaku (人間の科学, )
    - Nishino Tatsukichi für Chichibukon mintō (秩父困民党)
    - Konishi Kenjirō für Gakkyū kakumei (学級革命)
    - Katsuta Shuichi für Okāsan kara sensei e no hyaku no mondai (お母さんから先生への百の質問, „von der Mutter bis zum Lehrer 100 Schwierigkeiten“) und für die Fortsetzung

  - Naturwissenschaft
    - Ogura Kinnosuke für Kindai Nihon no sūgaku (近代日本の数学, „Japanische Mathematik der Gegenwart“)

  - Edition
    - Watanabe Mamoru für Kindai ensōka jiten (現代演奏家事典, „Lexikon der Musiker der Gegenwart“)
    - Verlag Heibonsha für Jidō hyakkajiten (児童百科事典, „Jugend-Enzyklopädie“)
- 1957
  - Literatur und Kunst
    - Inui Tomiko für Nagai nagai pengin no hanashi (ながいながいペンギンの話)
    - Miya Shūji für Miya Shuji zenkashū (宮柊二全歌集, „Gesamtausgabe des dichterischen Werks“)
    - Nakamura Kichiemon für Kichiemon nikki (吉右衛門日記, „Kichiemon-Tagebuch“)
    - Taniguchi Yoshirō für Shugakuin rikyū (修学院離宮)

  - Kultur und Gesellschaft
    - Shimota Seiji für Okinawa-jima (沖縄島)
    - Iizuka Kōji für Sekai to Nihon (世界と日本, „Japan und die Welt“)
    - Seminar für Gegenwartsgeschichte Japans (日本近代史研究会) für Shashin zūsetsu sōgō nihonshi (写真図説総合日本史, )
    - Ashihara Eiryō für Paris no Chanson (巴里のシャンソン, Pari no shanson, „Pariser Chansons“)
    - Yanagita Kunio für Sōgō nihon minzoku goi (綜合日本民俗語彙)

  - Naturwissenschaft
    - Fushimi Kōji für Seimei no kagaku (生命の科学)

  - Edition
    - Miyahara Seiichi für Kyōikugaku jiten (教育学事典, „Lexikon der Pädagogik“)
- 1958
  - Literatur und Kunst
    - Jinzai Kiyoshi (Übersetzer) für Tschechow gikyokushū (チェーホフ戯曲集, Chēhofu gikyokushū)
    - Aono Suekichi für Bungaku gojūnen (文学五十年, „15 Jahre Literatur“)
    - Endō Shūsaku für Umi to dokuyaku (海と毒薬,)

  - Kultur und Gesellschaft
    - Satō Isao für Keisatsu (警察, „Die Polizei“)
    - Ishimitsu Makiyo für Jōka no hito (城下の人)
    - Yasumi Toshio[7] für Tsuzurikata kyōdai (つづり方兄妹)
    - Hachiya Kei[8] für Kodomora ga dōdoku o tsukuru (子どもらが道徳を創る)
    - Ōmura Ryō für Mono iwanu nōmin (ものいわぬ農民)
    - Kimura Takeyasu für Kindai keizaigaku kyōshitsu (近代経済学教室)
    - Hamaya Hiroshi für Ura-Nippon (裏日本, „Die Japansee-Küste“)

  - Edition
    - Umezu Hachizō für Shirigaku jiten (心理学事典)
- 1959
  - Literatur und Kunst
    - Takami Jun für Shōwa bungaku seisuishi (昭和文学盛衰史, „Aufstieg und Niedergang der Shōwa-Literatur“)
    - Yamamoto Shūgorō für Mominoki wa nokotta (樅の木は残った)
    - Murō Saisei für Waga aisuru shijin no denki (我が愛する詩人の伝記)
    - Kinoshita Junji für Dorama no sekai (ドラマの世界, „Die Welt des Dramas“)

  - Kultur und Gesellschaft
    - Minobe Ryōkichi für Kumonsuru Democracy (苦悶するデモクラシー,Kumonsuru demokurashī)
    - Sawada Nobushige für Shōnen shōjo no tame no rinrigaku (少年少女のための倫理学, „Ethik für Kinder“)
    - Nakane Chie für Mikai no kao, Bummei no kao (未開の顔・文明の顔, „Das Gesicht der Wildheit – das Gesicht der Zivilisation“)
    - Futagawa Yukio und Itō Teiji für Nihon no minka san’yōji (日本の民家 山陽路) und für Nihon no minka Takayama Shirakawa (日本の民家 高山・白川)
    - Satō Satoru für Daremo shiranai chiisana kuni (だれも知らない小さな国)

  - Naturwissenschaft
    - Kikuchi Makoto für Transistor (トランジスタ, Toranshista)

### 1960 bis 1969
- 1960
  - Literatur und Kunst
    - Arahata Kanson für Kanson jiden (寒村自伝)
    - Ōhara Tomie für En to iu onna (婉という女)

  - Kultur und Gesellschaft
    - Ashida Hitoshi für Dai-ni-ji sekai daisen gakōshi (第二次世界大戦外交史, „Geschichte der Auslandsbeziehungen im Zweiten Weltkrieg“)
    - Miyazawa Toshiyoshi für Sekai kempōshū (世界憲法集)
    - Takasaki Masahide für Minzoku bungaku kōza (民俗文学講座, „Vorlesung über volkstümliche Literatur“)
    - Kawazoe Noboru für Tami to kami no shumai (民と神の住まい)
    - Tanaka Sōgorō für Kita Ikki nihonteki fashisuto no shōchō (北一輝 日本的ファシストの象徴, „Kita Ikki als Symbol des japanischen Faschismus“)

  - Naturwissenschaft
    - Sassa Manabu für Nihon no fūdobyō (日本の風土病, „Endemische Krankheiten in Japan“)
    - Miyaji Denzaburō für Ayu no hanashi (アユの話)

  - Edition
    - Tsubota Jōji für Niimi Nankichi dōwa zenshū (新美南吉童話全集, „Gesamtwerk der Märchen von Niimi Nankichi“)
- 1961
  - Literatur und Kunst
    - Ōoka Shōhei für Kaei (花影)
    - Okamoto Tarō für Wasurerareta nihon (忘れられた日本, „Das vergessene Japan“)
    - Yanagida Izumi für Zadankai meiji bungakushi (座談会・明治文学史, „Kolloquium der Literaturgeschichte der Meji-Ära“)
    - Ōmura Kiyoshi[9] für Saitō Hidesaburō-den (斎藤秀三郎伝, „Das Leben von Saitō Hidesaburō“)
    - Fukunaga Takehiko für Gōgyan no sekai (ゴーギャンの世界)
    - Teramura Teruo für Boku wa Ōsama (ぼくは王さま, „Ich der König“)

  - Kultur und Gesellschaft
    - Aoki Keiichirō für Nihon nōmin undōshi (日本農民運動史, „Geschichte der Bauernbewegung Japans“)

  - Naturwissenschaft
    - Tōyama Hiraku für Sūgaku nyūmon (数学入門, „Einführung Mathematik“)

  - Edition
    - Okada Yō für die Reihe Genshoku dōbutsu daisugan (原色動物大図鑑シリーズ)

  - Sonderpreis
    - Tanaka Shinbi und Kanda Kiichirō (Redaktion) für Shodō zenshū (書道全集, „Kalligraphie Gesamtausgabe“), 25 Bände
    - Hiyama Yoshio und Yasuda Fujio (Herausgeber) für Nihon suisanuofu (日本水産魚譜)
- 1962
  - Literatur und Kunst
    - Kindaichi Kyōsuke für Ainu dōwashū (アイヌ童話集, „Sammlung von Ainu-Märchen“)
    - Kawabata Yasunari für Nemure bijo (眠れる美女, „Schlafende Schönheit“)
    - Kitamura Rokurō für Kitamura Rokurō nikki (喜多村緑郎日記, „Kitamura-Rokurō-Tagebuch“)

  - Kultur und Gesellschaft
    - Kaizuka Shigeki für Shoshi Hyakka (諸子百家)
    - Hanada Kiyoteru für Chōjū odokebanashi (鳥獣戯話)
    - Akaza Norihisa für Me no mienu kora (目のみえぬ子ら)
    - Tsuchiya Tadao[10] für Meji zenki kyōiku seisakushi no kenkyū (明治前期教育政策史の研究, „Untersuchung politischer Bildungsmaßnahmen in der ersten Hälfte der Meji-Ära“)
    - Mizuo Hiroshi für dezainā tanjō (デザイナー誕生)
    - Izumi Seiichi für Inka no sōsentachi (インカの祖先たち, „Die Vorfahren der Inka“)
    - Japanischer Architektur-Verband (日本建築協会) für Furusato no sumai (ふるさとのすまい)
- 1963
  - Literatur und Kunst
    - Hirano Ken für Bungei jihyō (文芸時評)
    - Hirotsu Kazuo für Nengatsu no ashioto (年月のあしおと)
    - Hijikata Teiichi für Brueghel (ブリューゲル, Buryūgeru)
    - Oka Kiyoshi für Shushō jūhanashi? (春宵十話)

  - Kultur und Gesellschaft
    - Mitamura Taisuke für Kangan (宦官, „Eunuch“)
    - Katsura Yuki für Onna hitori genji buraku ni iru (女ひとり原始部落に入る)
    - Fukutake Tadashi für Sekai nōson no tabi (世界農村の旅)
    - Yoshizawa Akira für Tanoshii arigami (たのしいおりがみ)

  - Naturwissenschaft
    - Tokizane Toshihiko für Nō no hanashi (脳の話)
    - Kuwabara Masutarō für Dōbutsu to taiyō to kompasu (動物と太陽とコンパス)

  - Sonderpreis
    - Obara Kuniyoshi (Redaktion) für Tamagawa hyakka daijiten (玉川百科大辞典), 30 Bände
- 1964
  - Literatur und Kunst
    - Kishimoto Hideo für Shi o mitsumeru kokoro (死を見つめる心)
    - Kita Morio für Das Haus Nireke – Der Verfall einer Familie (楡家の人びと,  Nireke no hitobito, auf dt. bei be.bra, Berlin 2010, ISBN 978-3-86124-909-2)
    - Verlag Shikō-sha für Ohanashi no ehon (おはなしのえほん)
    - Ueno Teruo für Indo no bijutsu (インドの美術)
    - Aono Suekichi für Aono Suekichi nikki (青野季吉日記, „Aono-Suekichi-Tagebuch“)

  - Kultur und Gesellschaft
    - Soeda Tomomichi für Enkai no meiji taishōshi (演歌の明治大正史)
    - Tōjō Takashi für Dōwa kyōiku nyūmon (同和教育入門)
    - Fujimori Eiichi für Dōtaku (銅鐸)

  - Naturwissenschaft
    - Ogawa Teizō für Igaku no rekishi (医学の歴史, „Geschichte der Medizin“)

  - Edition
    - Nogami Soichi für Shin iwa jiten (新伊和辞典)
- 1965
  - Literatur und Kunst
    - Mochizuki Shinjō[11] und Sawa Ryūken und Umehara Takeshi für Butsuzō kokoro to katachi (仏像 心とかたち)
    - Umezaki Haruo für Genka (幻化)
    - Honda Shūgo für Monogatari sengo bungakushi (物語戦後文学史)
    - Yoda Yoshikata für Mizoguchi Kenji no hito to bungei (溝口健二の人と芸術)
    - Kobayashi Yukio (Herausgeber) Fujimoto Shihachi (Fotograf) für Sōshoku kofun (装飾古墳)

  - Kultur und Gesellschaft
    - Nagai Michio für Nihon no daigaku (日本の大学)
    - Makino Sumio[12] für Doru no rekishi (ドルの歴史)
    - Matsuda Gonroku für Urushi no hanashi (うるしの話)
    - 中根実宝子 für Sōkai gakudo no nikki (疎開学童の日記)

  - Naturwissenschaft
    - Hatanaka Takeo für Uchūkūkan e no michi (宇宙空間への道)
- 1966
  - Literatur und Kunst
    - Kinoshita Junji für Mugenkidō (無限軌道)
    - Kido Kōichi für Kido Kōichi nikki (木戸幸一日記, „Kido-Kōichi-Tagebuch“)

  - Kultur und Gesellschaft
    - Kojima Noboru für Taihenyōsensō (太平洋戦争, „Der Pazifikkrieg“)
    - Chūgoku Shimbun für Shōgen wa kaenai hiroshima no kiroku 1 (証言は消えない・広島の記録1) und für Homuri no hi kara 20nen hiroshima kiroku 2 (炎の日から20年・広島の記録2) und für Hiroshima no kiroku nempyō shiryōhen (広島の記録・年表・資料編)
    - Kami Shōichirō und Yamazaki Tomoko für Nihon no yōchien (日本の幼稚園, „Der japanische Kindergarten“)
    - Seminar für Geschichtsforschung für Nihonshi nenhyō (日本史年表)
    - Kimura Shigenobu für Karahari suna (カラハリ砂漠)

  - Naturwissenschaft
    - Fujii Takashi für Seibutsugaku josetsu (生物学序説)

  - Edition
    - Uramoto Masanori für Gendai no kiroku dōbutsu no sekai (現代の記録・動物の世界)
- 1967
  - Literatur und Kunst
    - Yasuoka Shōtarō für Maku ga orite kara (幕が下りてから)
    - Nakano Yoshio für Sheikusupia no omoshirosa (シェイクスピアの面白さ)

  - Kultur und Gesellschaft
    - Kamikawa Nobuhiko[13] für Gladstone (グラッドストン, Guraddosuton)
    - Ishida Eiichirō für Maya bunmei (マヤ文明)

  - Naturwissenschaft
    - Egami Fujio für Seimei o saguru (生命を探る)
    - Katayama Yasuhisa[14] für Ryōshirikigaku no sekai (量子力学の世界, „Die Welt der Quantenmechanik“)

  - Edition
    - Fujizawa Morihiko für Otoki banashi (おとぎばなし)
    - Tosaka Jun für Tosaka Jun zenshū (戸坂潤全集, „Tosaka-Jun-Gesamtausgabe“)
    - Sugihara Sōsuge für Nihon no kōkogaku (日本の考古学, „Japanische Archäologie“)
- 1968
  - Literatur und Kunst
    - Fuji Masahara für Katsura Harudanji (桂春団治)
    - Kaikō Takeshi für Kagayakeru yami (輝ける闇)

  - Kultur und Gesellschaft
    - Uchida Yoshiko für Nihon shihon shugi no shisōzō (日本資本主義の思想像)
    - Ueyama Shunpei für Meiji ishin no bunseki shiten (明治維新の分析視点)
    - Egami Namio für Kibaminzoku kokka (騎馬民族国家)
    - Honda Katsuichi für Senjō no mura betonamu sensō to minshu (戦場の村 ベトナム 戦争と民衆)

  - Naturwissenschaft
    - Imahori Kazutomo für Seimei to bunji (生命と分子)
    - Ogawa Hiroshi[15] für Kami no forumu (紙のフォルム)

  - Edition
    - Muramatsu Takashi für Kyōiku no mori (教育の森)
- 1969
  - Literatur und Kunst
    - Uno Jūkichi für Shingeki ? (新劇・愉し哀し)
    - Morosawa Yōko für Shinano no onna (信濃のおんな)
    - Sugiyama Jirō für Daibutsu kenritsu (大仏建立)
    - Tsubota Jōji für Biwa no jitsugaku kōmei sakusen (びわの実学校名作選)

  - Kultur und Gesellschaft
    - Nakano Akira[16] für Taishō jiyū kyōiku no kenkyū (大正自由教育の研究)
    - Mikami Tsugio für Tōji no michi (陶磁の道)
    - Yanaihara Isaku für Giacometti o tomo ni (ジャコメッティとともに)
    - an die Redaktion des Iwanami-Verlages für Kindai nihon sōgō nempyō (近代日本綜合年表)

  - Naturwissenschaft
    - an das Seminar des Instituts für Meereskunde? (海域工学研究会) für Kaiyōkōgaku nyūmon (海洋工学入門)

  - Edition
    - Hasegawa Shirō für Hasegawa Shirō sakuhinshū (長谷川四郎作品集, „Hasegawa-Shirō-Werkssammlung“)

### 1970 bis 1979
- 1970
  - Literatur und Kunst
    - Terada Tōru für Geijutsu no riro hōrakuchō 1968 (芸術の理路 法楽帳1968)
    - Shiono Nanami für Cesare Borgia arui wa yūga naru reikoku (チェーザレ・ボルジアあるいは優雅なる冷酷)

  - Kultur und Gesellschaft
    - Ueda Masaaki für Nihon shinwa (日本神話)
    - Takeuchi Yoshimi für Chūgoku o shiru tame ni (中国を知るために)
    - Kitakōji Ken für Kisoji bunken no tabi (木曽路・文献の旅)
    - Kita Nippon Shimbun 地方自治取材班 für Yomigaere chihōjichi (よみがえれ地方自治)
    - Miyazawa Toshiyoshi für Tennō kikansetsu jiken (天皇機関説事件)

  - Naturwissenschaft
    - Miyawaki Akira für Shokubutsu to ningen seibutsu shakai no baransu (植物と人間 生物社会のバランス)
    - Nadai Nada für Oisha san (お医者さん)
    - Takada Seiji[17] für Tani no shinka (単位の進化)

  - Sonderpreis
    - Goichi Matsunaga für Geschichte der Poesiebewegung auf dem Lande (日本農民詩史)
- 1971
  - Literatur und Kunst
    - Chin Shunshin für Jitsuroku ahen sensō (実録アヘン戦争, „Authentischer Bericht über die Opiumkriege“)
    - Hotta Yoshie für Hōjōki shiki (方丈記私記)
    - Tōge Sankichi für Ningen o kaesu shishū (にんげんをかえせ・峠三吉全詩集)
    - Gima Hiroshi[18] für Funahiki Tarō (ふなひき太良)

  - Kultur und Gesellschaft
    - Matsushita Keiichi für Shibiru minimamu no shisō (シビル・ミニマムの思想)
    - an die Redaktion der Zeitschrift Kurashino Techō für Karada no dokuhon (からだの読本)

  - Naturwissenschaft
    - Soda Norimune[19] für Masatsu no hanashi (摩擦の話)

  - Edition
    - Suzuki Shintarō für Sutandādo wafutsu jiten (スタンダード和仏辞典)
    - Saitō Kihaku für Saitō Kihaku zenshū (斎藤喜博全集)
- 1972
  - Literatur und Kunst
    - Sugiura Min'pei für Shōsetsu Watanabe Kazan (小説渡辺崋山)
    - Shōno Junzō für Akio to ? (明夫と良二)
    - Hattori Masaya für Ruwanda chūōginkōsōsai nikki (ルワンダ中央銀行総裁日記)
    - Yanagi Munemoto für Romanesuku bijutsu (ロマネスク美術)
    - Shimao Toshio für Garasu shoji no shiruetto (硝子障子のシルエット)

  - Kultur und Gesellschaft
    - Fukushima Jūrō für Sengo zasshi hakkutsu (戦後雑誌発掘)
    - Umehara Takeshi für Kasareta Jūjika (隠された十字架)
    - Nomura Shōgo für Denki Tanizaki Jun'ichirō (伝記谷崎潤一郎)
    - Kaneko Kisashi für Kokumin no kyōikuken (国民の教育権)

  - Naturwissenschaft
    - Nojima Tokukichi für Wakuchin (ワクチン)
- 1973
  - Literatur und Kunst
    - Abe Akira für Sennen (千年)
    - Kitamura Eri für Koguma no daro (こぐまのたろ)

  - Kultur und Gesellschaft
    - Nishikawa Kōji für Toshi no shisō (都市の思想)
    - Mita Hirō[20] für Yama no shisōshi (山の思想史)
    - Kusamori Shinichi für Edo no dezain (江戸のデザイン)
    - Nakai Nobuhiko für Rekishi gakuteki hōhō no kijun (歴史学的方法の基準)
    - Muramatsu Teijirō für Daiku dōgu no rekishi (大工道具の歴史)

  - Naturwissenschaft
    - Tsuji Tetsuo für Nihon no kagaku shisō (日本の科学思想)

  - Edition
    - Ui Jun für Kōkai jishu kōza kōgai genron (公開自主講座・公害原論)
- 1974
  - Literatur und Kunst
    - Shiroyama Saburō für Rakujitsu moyu (落日燃ゆ)
    - Nakamura Shin’ichirō für Kono hyakunen no shōsetsu (この百年の小説)
    - Mori Osamu für Niwa hitosuji (庭ひとすじ)

  - Kultur und Gesellschaft
    - Sodei Rinjirō für Makkāsā no nisennichi (マッカーサーの二千日)
    - Uzawa Hirofumi für Jidōsha no shakaiteki hiyō (自動車の社会的費用)
    - Fujioka Yoshinara[21] für Imēji to ningen (イメージと人間)

  - Naturwissenschaft
    - 岩田久仁雄 für Hachi no seikatsu (ハチの生活)
    - Yoshikawa Shōichi für Kakuyūgo e no chōsen (核融合への挑戦)

  - Edition
    - Osaragi Jirō für Tennō no seiki (天皇の世紀)
- 1975
  - Literatur und Kunst
    - Fujimura Shin für Puraha no haru mosukuwa no fuyu (プラハの春モスクワの冬)
    - Komatsu Shinichi für Toriko nikki (虜人日記)

  - Kultur und Gesellschaft
    - Yamazaki Masakazu für Yamiagari no amerika (病みあがりのアメリカ)
    - Irokawa Daikichi für Aru Shōwashi (ある昭和史)
    - Yamamuro Shizuka für Anderusen no shōgai (アンデルセンの生涯)
    - Itō Masako für Kodomo kara no jiritsu (子どもからの自立)
    - Hasegawa Takashi für Toshi kairō aruiha kenchiku no chūseishugi (都市廻廊あるいは建築の中世主義)

  - Naturwissenschaft
    - Chibo Yoshihiko[22] für Seibutsu tokei no hanashi (生物時計の話)

  - Edition
    - Koizumi Akira für Shōgakukan no gakushū hyakka zukan (小学館の学習百科図鑑)

  - Sonderpreis
    - Nakamura Hajime für Bukkyōgo daijiten (仏教語大辞典)
- 1976
  - Literatur und Kunst
    - Takubo Hideo für Kami no wa (髪の環)
    - Watanabe Akio für Mayama Seika (真山青果)

  - Kultur und Gesellschaft
    - Horigome Yōzō (Herausgeber) für Seiō seishin no tankyū (西欧精神の探求)
    - Tomita Hiroyuki für Nihon jidō engekishi (日本児童演劇史)
    - Koyasu Michiko für München no shōgakusei (ミュンヘンの小学生, Myunhen no shōgakusei)
    - Hayashi Takeji für Tanaka Shōzō no shōgai (田中正造の生涯)
    - Sakamoto Yoshikazu für Heiwa sono genjitsu to ninshiki (平和その現実と認識)

  - Naturwissenschaft
    - Takagi Teiji[23] für Kioku no mekanizumu (記憶のメカニズム)
    - Hidaka Toshitaka für Chō wa naze tobu ka (チョウはなぜ飛ぶか, „Warum fliegt ein Schmetterling?“)
- 1977
  - Literatur und Kunst
    - Nakagami Kenji für Karekinada (枯木灘)
    - Yamada Tomohiko für Suichū teien (水中庭園)

  - Kultur und Gesellschaft
    - Murakami Nobuhiko für Takamure Itsue to Yanagita Kunio (高群逸枝と柳田國男, „Takamure Itsue und Yanagita Kunio“)
    - Taoka Ryōichi für Ōtsu-jiken no saihyōka (大津事件の再評価)
    - Shinohara Hajime für Shimin sanka (市民参加)
    - Mito Tadashi[24] für Kō to shi (公と私)
    - Iwata Keiji für Minzoku tanken no tabi (民族探検の旅)
    - Inagaki Tadahiko für Amerika kyōikutsūshin (アメリカ教育通信)

  - Naturwissenschaft
    - Morishita Ikuko[25] für Kawa no tankōshindan (川の健康診断)
- 1978
  - Literatur und Kunst
    - Tanaka Chikao für Gekiteki buntairon josetsu (劇的文体論序説)
    - Tsuchihashi Yutaka für Man’yōshū kaigen (万葉開眼)

  - Kultur und Gesellschaft
    - Tanaka Ko田中了 für Gendāmu aru minzoku no dorama (ゲンダーヌ ある北方少数民族のドラマ)
    - an den Rat der Waisenhäuser für Sakubunshū naku mono ka (作文集泣くものか)
    - Takeda Kiyoko für Tennōkan no sōkoku 1945 nenzengo (天皇観の相剋 1945年前後)
    - Tani'uchi Yuzuru für Gendai shakaishugi no seisatsu (現代社会主義の省察)
    - Arakawa Akira[26] für Shin toki (新南島風土記)

  - Naturwissenschaft
    - Yokoya Hamazō[27] für Kagakushō (化学症)

  - Edition
    - Tada Michitarō für Kuraun futsuwa jiten (クラウン仏和辞典)
- 1979
  - Literatur und Kunst
    - Taoka Norio für Shōsetsu Nonaka Kenzan (小説野中兼山)

  - Kultur und Gesellschaft
    - Matsuoka Hideo für Ōkubo Ichiō (大久保一翁)
    - Tomioka Gihachi[28] für Nihon no sono rekishi chirigakuteki kenkyū (日本の塩道 その歴史地理学的研究)
    - Tsurumi Kazuko für Minamikata Kumagusu (南方熊楠)
    - Watanabe Kyōji für Kita Ikke (北一輝)
    - Ashihara Yoshinobu für Machinami no bigaku (街並みの美学)

  - Naturwissenschaft
    - Sawara Yuji[29] für Sakana no shokuji (さかなの食事)

  - Edition
    - an die Redaktion der Zeitschrift The Economist für Sengo sangyōshi e no shōgen (戦後産業史への証言)

### 1980 bis 1989
- 1980
  - Literatur und Kunst
    - Kawatake Toshio für Sakka no ie (作家の家)
    - Koike Shigeru für Eikoku tesudō monogatari (英国鉄道物語)
    - Nakagawa Rieko für Koinu no roka ga yatte kita (子犬のロクがやってきた)

  - Kultur und Gesellschaft
    - Ogi Shinzō für Tōkyō jidai (東京時代)
    - Yamamoto Ichirō[30] für Pekin sanjūgonen shōka (北京三十五年 上下)

  - Naturwissenschaft
    - Hayakawa Kazuteru für Waraji isha kyō nikki (わらじ医者京日記)

  - Edition
    - Yoshida Hiroto u. a. für Genji monogatari no eiwa no kenkyū (源氏物語の英訳の研究)
- 1981
  - Literatur und Kunst
    - Namekawa Michio für Momotarō-zō no henyō (桃太郎像の変容)

  - Kultur und Gesellschaft
    - Hidaka Rokurō für Sengo shisō o kangaeru (戦後思想を考える)
    - Nonoyama Makiho für Supain naisen (スペイン内戦)
    - Inoue Chizuko[31] für Herupā funsen no ki (ヘルパー奮戦の記)

  - Naturwissenschaft
    - Nishimura Sanburō für Chikyū no umi to seimei kaiyō seibutsu chirigaku josetsu (地球の海と生命 海洋生物地理学序説)
- 1982
  - Literatur und Kunst
    - Osada Hiroshi für Watashi no nijūseiki shōten (私の二十世紀書店)

  - Kultur und Gesellschaft
    - Izutsu Toshihiko für Isurāmu bunka sono kontei ni aru mono (イスラーム文化その根底にあるもの)
    - Makabe Jin für Michi noku sanka iki? (みちのく山河行)

  - Naturwissenschaft
    - Okamoto Michinari[32] (Herausgeber) für Nanchō sore o kokufukusuru tame ni (難聴それを克服するために)

  - Edition
    - Kimura Shūichi[33] und Adachi Miyuki[34] (Herausgeber) für Shokuen (食塩)
- 1983
  - Literatur und Kunst
    - Terauchi Daikichi für Nenbutsu hijiri sangokushi (念佛ひじり三国志)
    - Kindaichi Haruhiko für Jūgoya o tsukisan Motoori Nagayo hito to sakuhin? (十五夜お月さん-本居長世 人と作品)

  - Kultur und Gesellschaft
    - Fujimori Terunobu für Meiji no Tōkyō keigaku (明治の東京計画)

  - Naturwissenschaft
    - Yamamoto Takajirō für Bōnyū (母乳)

  - Edition
    - an das Herausgeberkollektiv von Inoue Shigeyoshi Biografie (井上成美)
- 1984
  - Literatur und Kunst
    - Sakata Hiroo für Waga Kobayashi Ichizō kiyoshiku masashiku utsukushiku (わが小林一三 清く正しく美しく)

  - Kultur und Gesellschaft
    - Ishikawa Eikichi für Minamitaiheiyō monogatari (南太平洋物語)
    - Hosoya Chihiro für San Francisco kōwa e no michi (サンフランシスコ講和への道)

  - Naturwissenschaft
    - Mizuno Shotaro[35] für Hito no ashi (ヒトの足)

  - Edition
    - Uemura Kimio[36] für Miayazaki kyōdaiden nihonhen (宮崎兄弟伝 日本篇)
- 1985
  - Literatur und Kunst
    - Yoshimura Noriko für Osan to deau (お産と出会う)

  - Kultur und Gesellschaft
    - Ueda Atsushi für Ryūmin no toshi to sumai (流民の都市とすまい)
    - Yamamuro Shinichi für Hōsei kanryō no jidai kokka no sekkei to chi no rekitei (法制官僚の時代 国家の設計と知の歴程)

  - Naturwissenschaft
    - Nigi Hideo für Gon wa osu de non wa mesu (ゴンはオスでノンはメス)

  - Edition
    - Ishii Takemochi u. a. (Herausgeber) für Human Science (ヒューマンサイエンス)
- 1986
  - Literatur und Kunst
    - Amano Tadashi für Zoku Amano Tadashi shishū (続天野忠詩集, „Amano-Tadashi-Gedichtsammlung (Fortsetzung)“)

  - Kultur und Gesellschaft
    - Miyazaki Yoshikazu für Sekai keizai o dō miru ka (世界経済をどう見るか)
    - 金時瞳 für Zainichi no hazama de (「在日」のはざまで)

  - Naturwissenschaft
    - Awazu Kiyo[37] für Hikari ni mukatte sake (光に向って咲け)

  - Edition
    - Hachiya Midori für Mizuhashō no hana itsu made mo (ミズハショウの花いつまでも)
- 1987
  - Literatur und Kunst
    - Sugimori Hisahide für Konoe Fumimaro (近衛文麿)

  - Kultur und Gesellschaft
    - Tachibana Takashi für Nōshi (脳死)

  - Naturwissenschaft
    - Nakao Sasuke für Hana to ki no bunkashi (花と木の文化史)

  - Edition
    - Takeda Masatsune und Kanao Keiko für Higada no kani shiomaneki ōkina hasami no nazo (干潟のカニ・シオマネキ大きなはさみのなぞ)
- 1988
  - Literatur und Kunst
    - Odagiri Hideo für Watashi no mita shōwa no shisō to bungaku no gojūnen (私の見た昭和の思想と文学の五十年)

  - Kultur und Gesellschaft
    - Yamaguchi Suihō für Chibetto (チベット, „Tibet“)
    - Yokoi Kiyoshi[38] für Teki to hōi chūseijin no sei to shi (的と胞衣 中世人の生と死)
    - Takayanagi Sakio für Yōroppa no seishin to genjitsu (ヨーロッパの精神と現実)

  - Naturwissenschaft
    - Ishi Hiroyuki für Chikyū kankyō hōkoku (地球環境報告)
- 1989
  - Kultur und Gesellschaft
    - Inukai Michiko für Kokkyōsenjō de kangaeru (国境線上で考える)

  - Naturwissenschaft
    - Yonemoto Yōhei für Iden kanrishakai nachisu to kinmirai (遺伝管理社会 ナチスと近未来)

  - Edition
    - Amino Yoshihiko und 大西廣 und Satake Akihiro Herausgeber für Uri to ?? (瓜と龍蛇)

### 1990 bis 1999
- 1990
  - Literatur und Kunst
    - Akai Tetsurō für Kyōto no bijutsushi (京都の美術史)

  - Kultur und Gesellschaft
    - Yamauchi Masayuki für Henshi no Leviathan (瀕死のリヴァイアサン)
    - Ishida Takeshi für Nihon no seji to kotoba (日本の政治と言葉)
- 1991
  - Literatur und Kunst
    - Nakamura Denzaburō[39] für Meiji no chōso (明治の彫塑)

  - Kultur und Gesellschaft
    - Kamata Satoshi für Rokkasho mura no kiroku (六ヶ所村の記録)

  - Edition
    - Isshiki Hachirō für Hashi no bunkashi sekai no hashi nihon no hashi (箸の文化史 ［世界の箸・日本の箸］)
- 1992
  - Literatur und Kunst
    - Oketani Hideaki für Shōwa seishinshi (昭和精神史)

  - Kultur und Gesellschaft
    - Kawada Junzō für Kōtō denshōron (口頭伝承論)

  - Naturwissenschaft
    - Kawai Masao für Ningen no yurai (人間の由来)

  - Sonderpreis
    - Amino Yoshihiko und Ozawa Shōichi und Hattori Yukio und Miyata Noboru und Ōsumi Kazuo und Yamaji Kōzō Herausgeber für Taikei nihon rekishi to geinō (大系日本歴史と芸能)
- 1993
  - Kultur und Gesellschaft
    - Aoyagi Masanori für Kōteitachi no miyako rōma (皇帝たちの都 ローマ)

  - Naturwissenschaft
    - Nakamura Keiko für Jiko sōshutsusuru seimei futsū to ko no monogatari (自己創出する生命 普通と個の物語)

  - Edition
    - Arioka Toshiyuki[40] für Matsu to nihonjin (松と日本人)
- 1994
  - Literatur und Kunst
    - Agawa Hiroyuki für Shiga Naoya (志賀直哉)

  - Kultur und Gesellschaft
    - Imamori Mitsuhiko für Kujira to hogei no bunkashi (鯨と捕鯨の文化史)

  - Naturwissenschaft
    - Imamori Mitsuhiko[41] für Sekai konshūki (世界昆虫記)

  - Edition （Förderpreis）
    - Shirahata Yōzaburō für Plant hunter (プラントハンター)
- 1995
  - Literatur und Kunst
    - Satō Tadao für Nihon eiga-shi (日本映画史, „Geschichte des japanischen Films“)

  - Kultur und Gesellschaft
    - Fukuda Mahiko für Kekkaku no bunkashi kindai Nihon ni okeru no yamei imēji (結核の文化史-近代日本における病のイメージ)

  - Naturwissenschaft
    - Ishii Kenji für Wasen (和船)

  - Sonderpreis
    - Nakayama Shigeru für Tsūshi nihon no kagaku gijutsu (通史・日本の科学技術)
- 1996
  - Literatur und Kunst
    - Akiyama Shun für Nobunaga (信長)

  - Kultur und Gesellschaft
    - Nakai Hideo für Kazoku no shin'en (家族の深淵)

  - Naturwissenschaft
    - Oliver Sacks Übersetzer Sano Masanobu[42] für Shuwa no sekai e (手話の世界へ, „Welt der Gebärdensprache“)

  - Edition
    - Seminar zur Erforschung der Minamata-Krankheit (Herausgeber) für Minamatabyō jiken shiryōshū zennike 1926-1968 (水俣病事件資料集 全二巻 1926-1968, „Materialsammlung zur Minamata-Krankheit“)
- 1997
  - Kultur und Gesellschaft
    - Tatematsu Wahei für Doku fubun Tanaka Shōzō (毒 風聞・田中正造)
    - Nakanishi Terumasa für Daieiteikoku suibōshi (大英帝国衰亡史, „Geschichte des Niedergangs des britischen Empire“)

  - Naturwissenschaft
    - Niizuma Akio[43] für Shu no kigen o motomete Wallace no Malaysia shotō no tanken (種の起原をもとめて ウォーレスのマレー諸島の探検)

  - Edition
    - an das Autorenkollektiv der Tanushimaru-Zeitschrift (Herausgeber) für Tanushimaru shi (田主丸町誌)
- 1998
  - Literatur und Kunst
    - Takamura Kaoru für Lady Joker (レディ・ジョーカー, radi jōkā)
    - Kado Reiko für Edo joryū bungaku no hakken hikari aru mukuru? kosokurushiki omoi hinare (江戸女流文学の発見-光ある身こそくるしき思ひなれ)

  - Naturwissenschaft
    - Iwata Makoto für Miru nō egaku nō (見る脳・描く脳)

  - Edition
    - Kayano Shigeru (Herausgeber) für Kayano Shigeru no ainu shinwa shusei (萱野茂のアイヌ神話集成)
- 1999
  - Literatur und Kunst
    - an Elia Kazan (Autor) 佐々田英則 (Übersetzer) für Elia Kazan jiden (エリア・カザン自伝, „Elia Kazan Autobiografie“)

  - Kultur und Gesellschaft
    - Ōbayashi Taryō für Ginga no michi niji no kakehashi (銀河の道 虹の架け橋, „Der Weg der Milchstraße die Hängebrücke Regenbogen“)

  - Naturwissenschaft
    - Yamada Mayumi[44] für Dōbutsu keitō bunruigaku (動物系統分類学, „Klassifikation der Abstammung der Tiere“)

  - Edition
    - Sakuhinsha für Nihon no meizuihitsu (日本の名随筆) (200 Bände)

  - Sonderpreis
    - Akasegawa Genpei für Rōjiroku (老人力)

### 2000 bis 2010
- 2000
  - Literatur und Kunst
    - Ikezawa Natsuki für Hana o hakobu imōto (花を運ぶ妹)

  - Kultur und Gesellschaft
    - Mori Hiromichi für Nihon shōki no nazo o toku (日本書紀の謎を解く)

  - Edition
    - Ikeuchi Osamu (Übersetzer) für Faust II (ファウスト全2巻) von Goethe
    - Tanimoto Kazuyuki für Ainu-e o kiku (アイヌ絵を聴く)
- 2001
  - Literatur und Kunst
    - Tomioka Taeko für Arikuchi Shinobu nōto (釋迢空ノート)

  - Kultur und Gesellschaft
    - Hara Takeshi für Taishō Tennō (大正天皇)

  - Naturwissenschaft
    - Nishimura Jim[45] u. a. für Minamata byō no kagaku (水俣病の科学)

  - Edition
    - Seminar zur Erforschung der Edo Ruinen (江戸遺跡研究会 – Herausgeber) für Zusetsu edo kōkogaku kenkyū jiten (図説 江戸考古学研究事典)

  - Sonderpreis
    - Miyabe Miyuki für Mohō han (模倣犯)
- 2002
  - Literatur und Kunst
    - Ishikawa Kyūyō für Nihon shōshi (日本書史)

  - Kultur und Gesellschaft
    - Donald Keene für Meiji Tennō (明治天皇)

  - Naturwissenschaft
    - Sakai Kuniyoshi[46] für Gengo no nōkagaku (言語の脳科学)

  - Edition
    - Ōzuka Kazuo (Herausgeber) für Iwanami isurāmu jiten (岩波イスラーム辞典, „Iwanamis Islam-Lexikon“)

  - Sonderpreis
    - Saitō Takashi für Koe ni dashite yomitai nihongo (声に出して読みたい日本語)
- 2003
  - Literatur und Kunst
    - Kawamoto Sanburō für Hayashi Fumiko no Shōwa (林芙美子の昭和)

  - Kultur und Gesellschaft
    - Oguma Eiji für Minshu to aikoku (〈民主〉と〈愛国〉, „Demokratie und Patriotismus“)
    - Amino Yoshihiko u. a. für Nihon no chūsei (日本の中世, „Japanisches Mittelalter“)

  - Naturwissenschaft
    - Yamamoto Yoshitaka für jiryoku to jūryoku no hakken (磁力と重力の発見, „Die Entdeckung des Magnetismus und der Gravitation“)

  - Sonderpreis
    - Yōrō Takeshi für Baka no kabe (バカの壁)
- 2004
  - Literatur und Kunst
    - Abe Kazushige für Shinsemia (シンセミア)

  - Kultur und Gesellschaft
    - Okuno Masao für Kamigami no kegareta te bunkachō rekihaku kankei gakusha no seki (神々の汚れた手 文化庁・歴博関係学者の責)

  - Naturwissenschaft
    - Gabrielle Walker für Snowball Earth (スノーボール・アース, sunōbōru āsu, „Schneeball Erde“)

  - Edition
    - an die Kunst- und Literaturabteilung Verlag Kōdansha für Kodansha bungei bunkō (講談社文芸文庫)
- 2005
  - Literatur und Kunst
    - Murakami Ryū für Hanto o deyo (半島を出よ)

  - Kultur und Gesellschaft
    - Matsumoto Kenichi für Wakaki Kita Ikki (若き北一輝)
    - Satō Masaru für Kokka no wana gaimushō no rasupuchin to yobarete (国家の罠 外務省のラスプーチンと呼ばれて)

  - Naturwissenschaft
    - Nakanishi Junko für kankyō risukugaku fuan no umi no rashinban (環境リスク学 不安の海の羅針盤)
    - 形の科学会編集 für Katachi no kagaku hyakkajiten (形の科学百科事典)
- 2006
  - Literatur und Kunst
    - an Paul Claudel (Autor) und Watanabe Moriaki (Übersetzer) für Shusu no kutsu (繻子の靴)

  - Kultur und Gesellschaft
    - Nakata Seiichi für Manshūkoku kōtei no hiroku (満州国皇帝の秘録)

  - Naturwissenschaft
    - Takahashi Kenichi für Galileo no meikyū (ガリレオの迷宮, „Der Irrgarten des Galileo“)

  - Edition
    - Masuda Katsumi für Masuda Katsumi no shigoto (益田勝実の仕事 )

  - Sonderpreis
    - Handō Kazutoshi für Shōwashi senzenhen sengohen (昭和史 戦前編・戦後編, „Die Geschichte der Shōwa Ära – vor und nach dem Krieg“)
- 2007
  - Literatur und Kunst
    - Yoshida Shūichi für Akunin (悪人)

  - Kultur und Gesellschaft
    - Ōsawa Masachi für Nashonarizummu no yurai (ナショナリズムの由来, „Der Ursprung des Nationalismus“)

  - Naturwissenschaft
    - Matusi Takafumi für Chikyū shisutemu no hōkai (地球システムの崩壊)

  - Edition
    - Tsurumi Yūsuke für Ketteihan seiden Gotō Shimpei (決定版 正伝 後藤新平)

  - Sonderpreis
    - Kameyama Ikuo Übersetzer für Karamāzofu no kyōdai (カラマーゾフの兄弟, „Die Brüder Karamasow“) von Dostojewski
- 2008
  - Literatur und Kunst
    - Hashimoto Osamu für Sōjō. Heike monogatari (双調 平家物語)

  - Kultur und Gesellschaft
    - Tōno Haruyuki für Kentōshi (遣唐使)

  - Naturwissenschaft
    - Fukushima Yoshihiko[47] für Kōka danryū chūgoku kyodai kasen o meguru mizu to kankyō mondai (黄河断流―中国巨大河川をめぐる水と環境問題)

  - Edition
    - Ueki Masatoshi[48] (Übersetzer) für ? (梵漢和対照・現代語訳 法華経)

  - Sonderpreis
    - an das Autorenkollektiv Uchiyama Katsutoshi[49] und Kobayashi Michio und Nakagawa Sumio und Matsunaga Sumio[50]
für Tetsugaku no rekishi (哲学の歴史, „Geschichte der Philosophie“)
- 2009
  - Literatur und Kunst
    - Murakami Haruki für 1Q84 (1Q84)

  - Kultur und Gesellschaft
    - Tanaka Jun für Seiji no bigaku keryoku to hyōshō (政治の美学―権力と表象)

  - Naturwissenschaft
    - Fuji Naotaka für Tsunagaru nō (つながる脳)

  - Edition
    - Ebara Taizō und Ogata Tsutomu (Herausgeber)　 für Edo jidai gojiten (江戸時代語辞典)

  - Sonderpreis
    - Yamasaki Toshiko für Unmei no hito (運命の人)
- 2010
  - Literatur und Kunst
    - Asada Jirō für Owarazaru natsu (終わらざる夏)

  - Kultur und Gesellschaft
    - Sone Eiji für Genkai shūraku wa no mura nareba (限界集落　吾（わ）の村なれば)

  - Naturwissenschaft
    - Kimura Bin für Seishinigaku kara rinshō tetsugaku e (精神医学から臨床哲学へ)

  - Edition
    - Ikezawa Natsuki　 für Kawade Shōbo Shinsha sekai bungaku zenshū (河出書房新社　世界文学全集)

  - Sonderpreis
    - Itsuki Hiroyuki für Shinran (親鸞)

### 2011 bis 2020
- 2011
  - Literatur und Kunst
    - Yamashiro Matsumi für Dostojewski (ドストエフスキー)

  - Kultur und Gesellschaft
    - Kainuma Hiroshi für Fukushima-ron (フクシマ論)

  - Naturwissenschaft
    - Matsuzawa Tetsurō für Sozōsuru chikara (想像するちから)

  - Edition
    - Tozawa Mitsunori für Iseki o manabu (遺跡を学ぶ)

  - Sonderpreis
    - Kitakata Kenzō für Yōreiden (楊令伝)
- 2012
  - Literatur und Kunst
    - Akasaka Mari für Tōkyō Prison (東京プリズン)

  - Kultur und Gesellschaft
    - Hattori Hideo für Kawara no mono-hinin-Hideyoshi (河原ノ者・非人・秀吉)

  - Naturwissenschaft
    - Mitsubashi Jun für Konchū shokubunka jiten (昆虫食文化事典)

  - Edition
    - Mita Munesuke für Werkausgabe Mita Munesuke (見田宗介著作集)

  - Sonderpreis
    - Kaga Otohiko für Kumo no miyako (雲の都)
- 2013
  - Literatur und Kunst
    - Tendō Arata für Kanki no ko (歓喜の仔)

  - Kultur und Gesellschaft
    - Nakajima Takuma für Okinawa henkan to Nichibei ampotaisei (沖縄返還と日米安保体制)

  - Naturwissenschaft
    - Naturwissenschaftliche Redaktion des Iwanami-Verlags für die Iwanami kagaku library (岩波科学ライブラリー, etwa: Wissenschaftliche Bibliothek Iwanami)

  - Edition
    - Inagaki Ryōsuke (Hrsg.) für Shingaku taizen (神学大全) – Ausgabe der Werke von Thomas von Aquin in 45 Bänden

  - Sonderpreis
    - Hayashi Nozomu für Kinyaku Genji Monogatari (謹訳 源氏物語)　– 10 Bände

  - Rezension
    - Tsujihara Noboru für Shinpai atsui dokusho tsumetai dokusho (新版 熱い読書 冷たい読書)
- 2014
  - Literatur und Kunst
    - Shigematsu Kiyoshi für Setsumetsu shōnen (ゼツメツ少年)

  - Kultur und Gesellschaft
    - Hata Ikuhiko für Aya to an no Nomonhan senshi (明と暗のノモンハン戦史)

  - Naturwissenschaft
    - Watanabe Yūki für die Pengin ga oshiete kureta butsuri no hanashi (ペンギンが教えてくれた物理のはなし)

  - Edition
    - Sueki Fumihiko (Hrsg.) für Bukkyō no jiten (仏教の事典) – (Lexikon des Buddhismus)

  - Sonderpreis
    - Satō Ken’ichi für Shōsetsu Furansu kakumei (小説フランス革命)

  - Rezension
    - Tachibana Takashi für Dokushanō boku no fukayomi 300satsu no kiroku (読書脳　ぼくの深読み３００冊の記録)
- 2015
  - Literatur und Kunst
    - Kurokawa Sō für Kyōto (京都)

  - Kultur und Gesellschaft
    - Kabayama Kōichi für Rekishi no rekishi (歴史の歴史)

  - Naturwissenschaft
    - Watanabe Junji für die Jōhō o umidasu shokkaku no chisei (情報を生み出す触覚の知性)

  - Edition
    - Hioki Eigō (Hrsg.) für Shinkokushi dainenbyō (新・国史大年表　全１１冊) – 11 Bände

  - Sonderpreis
    - Ikeuchi Satoshi für Kinyaku Genji Monogatari (イスラーム国の衝撃)

  - Rezension
    - Kakuhata Yūsuke für Tankenka no nichinichi motomoto (探検家の日々本本)
- 2016
  - Literatur und Kunst
    - Shimada Masahiko für Kyojin no hoshi (虚人の星)

  - Kultur und Gesellschaft
    - Shiode Hiroyuki für Ekkyōsha no seijishi (越境者の政治史)

  - Naturwissenschaft
    - Satō Keiko für die Hekkeru to shinka no yume (ヘッケルと進化の夢)

  - Edition
    - Gomi Fumihiko, Hongō Kazuto, Nishita Tomohiro, Endō Tamaki, Sugiyama Isao (Hrsg.) für Gendai goyaku Azuma Kagami (現代語訳　吾妻鏡　全１７冊) – 17 Bände

  - Sonderpreis
    - nicht vergeben

  - Rezension
    - Yōji Arakawa für Kako o motsu hito (過去をもつ人)
- 2017
  - Literatur und Kunst
    - Kodokoro Seiji für Ikusa no soto (いくさの底)

  - Kultur und Gesellschaft
    - Azuma Hiroki für Genron 0 kankyōkyoku no tetsugaku (ゲンロン0ー観光客の哲学)

  - Naturwissenschaft
    - Chiba Satoshi für die Utau katatsumuri (歌うカタツムリ)

  - Edition
    - Tagawa Kenzō Shinyaku seisho yaku to chū (新約聖書　訳と註)

  - Sonderpreis
    - Maeno Ould Kōtarō für Batta o taoshi ni Aufrika e (バッタを倒しにアフリカへ)
- 2018
  - Literatur und Kunst
    - Okuizumi Hikaru für Yuki no kai (雪の階)

  - Kultur und Gesellschaft
    - Satō Takumi für Fashisuto-teki Kōkyōsei sōryokusen tasei no mediagaku (ファシスト的公共性－総力戦体制のメディア学)

  - Naturwissenschaft
    - Matsuda Yōichi für die Sei no shinkashi ima hito no senshokutai de nani ka okite iru no ka (性の進化史－いまヒトの染色体で何が起きているのか)

  - Edition
    - Uchida Sennosuke (Hrsg.) für Shinshaku kanbun taikei (新釈漢文大系) – 120 Bände

  - Sonderpreis
    - Matsumura Keiichirō für Ushirometasa no jinruigaku (うしろめたさの人類学)
- 2019
  - Literatur und Kunst
    - Kawakami Mieko für Natsu monogatari (夏物語), dt. Brüste und Eier

  - Kultur und Gesellschaft
    - Sekine Seizō für Uchimura Kanzō (内村鑑三)

  - Naturwissenschaft
    - nicht vergeben

  - Edition
    - Kokubun Kōichirō (Hrsg.) für Chūdōtai no sekai ishi to sekinin no kōkogaku (中動態の世界ｰ意志と責任の考古学)

  - Sonderpreis
    - Brady Mikako für Boku wa ierō de hōwaito de chotto burū (ぼくはイエローでホワイトで、ちょっとブルー) und Ikeuchi Satoru für Kagakusha wa naze gunji kenkyū o somete wa ikenaika (科学者は、なぜ軍事研究に手を染めてはいけないか)
- 2020
  - Literatur und Kunst
    - Fujii Sadakazu für Uta kigenkō (＜うた＞起源考)

  - Kultur und Gesellschaft
    - Kariya Takehiko für Oitsuida kindai kieru kindai sengo Nihon no jikozō to kyōiku (追いついた近代　消えた近代――戦後日本の自己像と教育)

  - Naturwissenschaft
    - Ōkuma Takashi für Kōsui to suigai o toraenaosu (洪水と水害をとらえなおす　自然観の転換と川との共生)

  - Edition
    - Ikezawa Natsuki (Hrsg.) für Nihon bungaku zenshu (日本文学全集)

  - Sonderpreis
    - Brady Mikako für Monogatari seiyō ongakushi (ものがたり西洋音楽史) und Tokumaru Yoshihiko für Monogatari Nihon ongakushi (ものがたり日本音楽史)

### 2021 bis 2030
- 2021
  - Literatur und Kunst
    - Kawajiri Kōichi für Timless Ishioka Eiko to sono jidai (TIMELESS　石岡瑛子とその時代)

  - Kultur und Gesellschaft
    - Masuda Hajimu für Hitobito no naka no reisen sekai sozō ga genjitsu to naru toki (人びとのなかの冷戦世界　想像が現実となるとき)

  - Naturwissenschaft
    - Tanaka Kumiko für Gengo to furakutaru shiyō no naka ni aru gūzen to histuzen (言語とフラクタル　使用の集積の中にある偶然と必然)

  - Edition
    - Matsuoka Kazuoko (Übersetzer) für Sheikusupia zenshu (シェイクスピア全集), 33 Bände

  - Sonderpreis
    - Kudō Masahiro　 für Chēhofu no yama (チェーホフの山)
- 2022
  - Literatur und Kunst
    - Okazaki Kenjirō für Kankaku no Eden (感覚のエデン)

  - Kultur und Gesellschaft
    - Masuda Hajimu für Ōkubo Toshimichi chi o musubu shidōsha (大久保利通　『知』を結ぶ指導者)

  - Naturwissenschaft
    - Furukawa Yasu für Tsuda Umeko kagaku e no michi daigaku no yume (津田梅子　科学への道、大学の夢)

  - Edition
    - Kishi Masahiko  für Tōkyō no seikatsu-shi (東京の生活史)